# 瑪麗·布萊克
瑪麗·布萊克 （Mhairi Black， 1994年9月12日-），MP，是一名蘇格蘭政治家。她年僅20歲，便於2015年英國大選擊敗了工黨影子內閣外長道格拉斯·亞歷山大，成功當選佩斯利和南倫弗魯郡的國會議員，成為英國350年來最年輕的國會議員。她也是自《選舉行政法令》在2006年生效而將參選年齡由21歲降至18歲後，第一位當選時未滿21歲的議員。

## 註記
1. ↑  Mhairi為「瑪麗」的高地蘇格蘭語版本，發音原為[ˈvaːɹi]（音譯「薇莉」），但是布萊克本人表示她的名字發音與「marry」[ˈmæɹɪ]（音譯「梅莉」）同音。[1]